# Reino de los Narakas

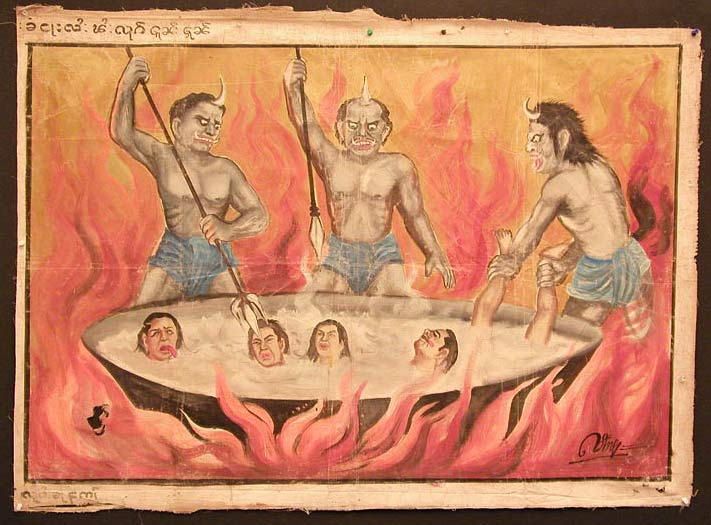
Una representación del infierno budista.

En el marco del budismo, Naraka es el vocablo sánscrito correspondiente al inframundo. Literalmente significa ‘humano’ o ‘del ser humano’ (siendo nara: ‘ser humano’ y ‘varón’). Según el budismo, hinduismo, sijismo y jainismo, Naraka es un sitio de tormento.

## Nombres y transliteraciones en varios idiomas
- Naraka (नरक), en sánscrito
- Niraya (िनरय), en palí
- Nárók (นรก), en thai
- Neraka, (en malayo).
- Naraku (奈落), en japonés
  - Jigoku, variante en japonés
- Narak (나락), en coreano
  - Jiok, variante en coreano
- Nàlùojiā (捺落迦), en chino
  - Dì Yù (地獄), variante en chino
  - 那落迦, variante en chino
- Dmyal Ba (དམྱལ་བ་), en tibetano

En Malasia, la palabra Neraka (corrupción de Naraka) se adoptó para describir el infierno en idioma malayo, aunque la población es predominantemente musulmana.

## Los Narakas en el budismo
Naraka es el nombre dado a uno de los seis reinos de existencia de mayor sufrimiento en toda la cosmogonía budista.
Debido al extremo sufrimiento de los seres atormentados en este reino, el renacimiento en este reino se considera uno de los cuatro nacimientos desdichados (junto con el renacimiento en el Reino animal, en el Reino de los Asura o en el Reino de los Pretas).
Naraka se traduce generalmente al español como infierno o "purgatorio". Los Narakas de la religión budista están estrechamente relacionados con 地獄 Di Yu, el infierno en la mitología china. Un Naraka difiere de los infiernos de tradición occidental en dos aspectos. Primero, los seres no son enviados al Naraka como resultado de un juicio divino con su correspondiente castigo; segundo, la estancia en el Naraka no es eterna, aunque suela ser muy larga, llegando incluso a varios kalpas de duración.
Según el budismo, un ser nace en un Naraka como resultado directo de su karma previo (consecuencia de sus pensamientos, sus palabras y sus acciones), y reside en él por un período determinado, hasta que su karma haya alcanzado su resultado final. Después de que su karma negativo termine y se agote, podrá renacer en alguno de los mundos superiores como resultado de un karma anterior que no había madurado todavía.
La mentalidad de un ser en el infierno correspondería a un estado de extremo terror, desamparo y angustia en un humano.

## Los narakas en la literatura budista
Las descripciones del Naraka suelen ser parecidas en las diferentes fuentes budistas de comentarios y literatura popular, fundamentalmente en forma de advertencia del destino que le podría deparar a los malvados, y un aliciente para llevar una vida virtuosa.
El Sutra Majaiana del Bodhisattva Kṣitigarbha (Dìzàng o Jizō) describe gráficamente el sufrimiento en el Reino Naraka y explica cómo la gente puede transferir sus méritos para poder mitigar el sufrimiento de los seres que se encuentran en él.
Un cuento tradicional del budismo chino sobre Mulian explica cómo este discípulo de Buda viajó espiritualmente al Naraka para ayudar a su madre, la cual había renacido allí, para que obtuviese un mejor renacimiento.
El monje japonés Genshin comenzó su Ōjōyōshu (‘Fundamentos para la salvación’) con una descripción del sufrimiento en el Naraka. Los textos tibetanos Lamrim también incluyen descripciones similares.
Los textos budistas chinos extienden considerablemente sus descripciones sobre el Naraka (Di Yu), añadiendo detalles de los Narakas y sus penitencias, y expandiendo el rol de Iama y sus ayudantes, Cabeza de Buey y Cara de Caballo. En estos textos, el Naraka se convierte en una parte integral del sistema burocrático del otro mundo, reflejando la administración imperial china de la época.

### Descripción de los Narakas budistas
Físicamente, el reino Naraka se encuentra a lo largo de una serie de redes de cavernas que se extienden por debajo del Yambu Duipa (el mundo humano ordinario) en el interior de la Tierra. Hay diferentes maneras de enumerar los distintos Narakas y describir sus tormentos. Una de las más comunes es la de los Ocho Narakas Helados y los Ocho Narakas Ardientes, que se describen más abajo.

#### Narakas helados
| Arbuda    |  | El Naraka "ampolla". Es una oscura y congelada llanura rodeada de montaña heladas y continuamente barrida por ventiscas. Los habitantes de este mundo nacen directamente siendo adultos y soportan una larga vida desnudos y solos, mientras que el frío les provoca quemaduras y ampollas por todo el cuerpo. Se dice que la duración de una vida en este Naraka es la que se necesitaría para vaciar un barril de semillas de sésamo si solo se tomara un grano cada cien años. |
| Nirarbuda |  | El Naraka "ampolla abierta". Este Naraka es todavía más frío que el anterior, y aquí las ampollas se abren, dejando a los seres que lo habitan con sus cuerpos helados y cubiertos de sangre y pus. |
| Aṭaṭa     |  | El Naraka de los escalofríos. En él, los seres sufren un frío terrible, y el sonido que producen con sus bocas al temblar (aṭ-aṭ-aṭ) le da el nombre al Naraka. |
| Hahava    |  | El Naraka de la lamentación. Los seres se lamentan en medio del frío, pronunciando ha, ho de dolor. |
| Huhuvu    |  | El Naraka de los dientes castañeantes. En este Naraka, los seres tiemblan y castañean sus dientes de forma continua, produciendo el sonido hu . |
| Utpala    |  | El Naraka del "loto azul". Aquí, el frío intenso provoca que la piel se vuelva de color azul como el color del nenúfar utpala |
| Padma     |  | El Naraka del "loto". En este Naraka las ventiscas rompen la piel congelada, abriendo heridas de sangre y carne cruda. |
| Mahāpadma |  | El Naraka del "gran loto". En él, el cuerpo entero termina por romperse en piezas, quedando los órganos internos expuestos también al frío, y rompiéndose ellos también más tarde. |

Cada vida en estos Narakas es veinte veces más larga que la anterior.

#### Narakas ardientes
| Nombre      | Descripción | Duración de la vida (en años).         |
| ----------- | --- | -------------------------------------- |
| Sañjīva     | El Naraka "del resucitado". En este Naraka, el suelo está hecho de hierro al rojo vivo, calentado por un inmenso fuego. Se renace siendo adulto directamente, en un estado de miedo y miseria. Tan pronto como el ser comienza a tener miedo de sentirse perjudicado o dañado por los otros seres que lo acompañan, empiezan a atacarse unos a otros con unas cuchillas o garras de acero que aparecen en el lugar. Otras fuentes indican que son los guardias de Iama los que atacan a los seres con una amplia variedad de armas terribles. Una vez el ser comienza a sentir la inconsciencia que sigue al fallecimiento, recuperan repentinamente las fuerzas y la salud, y el ataque comienza de nuevo. Otras torturas que también se pueden experimentar en este Naraka incluyen el morir calcinados al arrojarles metal fundido, ser descuartizados, y sufrir debido a las altísimas temperaturas del propio suelo. Se dice que está 1000 ioyanas (13 000 km) por debajo del Yambuduipa y mide 10 000 ioyanas en cada dirección. | 1.62 billones                          |
| Kālasūtra   | El Naraka "de líneas/hilos negros". En él, aparte de los tormentos antes nombrados, se incluye el de dibujar líneas negras a lo largo del cuerpo del condenado, tras lo cual los sirvientes de Iama cortan el cuerpo siguiendo las líneas con ardientes sierras y afiladas hachas. | 12.96 billones                         |
| Saṃghāta    | El Naraka "del aplastado". Este Naraka también tiene el suelo de hierro al rojo vivo, pero está rodeado de enormes montañas de rocas que se estrellan unas contra otras y caen, aplastando a los seres, y dejando una masa sanguinolenta debajo de los escombros. Las rocas vuelven a colocarse en su posición original, y el ser se recupera de nuevo, repitiéndose el proceso una y otra vez. | 103.68 billones                        |
| Raurava     | El Naraka "del grito". Aquí los seres corren, huyendo de los anteriores tormentos, y sobre todo del suelo ardiente. Cuando encuentran un refugio, quedan encerrados dentro, mientras unas llamaradas rodean la estructura, oyéndose desde fuera los gritos de los seres atrapados mientras se consumen lentamente. | 829.44 billones                        |
| Mahāraurava | El Naraka "del gran grito". Similar al anterior, pero con castigos y dolor más grandes. | 6635.52 billones                       |
| Tapana      | El Naraka "del calor". En este Naraka los sirvientes de Iama empalan a los condenados con lanzas ardientes, hasta que las llamas salen a través de la boca y la nariz. | 53 084.2 billones                      |
| Pratāpana   | El Naraka "del gran calor". Las torturas son parecidas a las del Naraka Tapana, pero aquí los seres son atravesados de una forma incluso más sangrienta, usando tridentes. | 424 673.28 billones (0.425 trillones)  |
| Avichi      | El Naraka "ininterrumpido". Aquí, los condenados se asan en enormes hornos con gigantescas llamaradas y con un sufrimiento terrible. | 3 397 386.24 billones (3.39 trillones) |

Otros Narakas sin definiciones tienen enormes listas de tormentos y vías de sufrimiento. Algunas fuentes hablan de centenares o incluso miles de Narakas diferentes. En algunos textos budistas chinos los nombres y tipos de Narakas fueron elaborados en una gran variedad de formas distintas.
Los sufrimientos de los moradores del Naraka pueden recordar en ocasiones a los que sufren los Pretas, lo que puede llevar al error de confundirlos. La distinción es bastante simple; Los seres del Naraka viven en el inframundo, en el mundo subterráneo, mientras que los pretas viven en la Tierra, por lo que son libres.